# Tân Bình, Thanh Bình
Tân Bình là một xã thuộc huyện Thanh Bình, tỉnh Đồng Tháp, Việt Nam.
xã Tân Bình thành lập ngày 13 tháng 02 năm 1987.
Xã Tân Bình có 927 hécta diện tích tự nhiên với 6.585 người..

## Vị trí địa lý
Địa giới xã Tân Bình ở phía đông giáp sông Tiền; phía tây và phía nam giáp xã Tân Long; phía bắc giáp xã Tân Huề và xã Tân Qưới.

## Lịch sử
- Quyết định 13-HĐBT[3] ngày 23 tháng 02 năm 1983 của Hội đồng Bộ trưởng, xã Tân Long thuộc huyện Thanh Bình.
- Quyết định 27-HĐBT[2] ngày 13 tháng 02 năm 1987 của Chủ tịch Hội đồng Bộ trưởng, chia xã Tân Long thành 2 xã lấy tên là xã Tân Long và xã Tân Bình; tách một phần ấp Hạ của xã Tân Qưới để sáp nhập vào xã Tân Bình.